# Huanghai MPC 25
Huanghai MPC 25 bezeichnet einen Mehrzweck-Frachtschiffstyp. Die Schiffe des Typs werden von der in Singapur ansässigen Reederei Austral Asia Line (AAL) betrieben.

## Geschichte
Von dem Schiffstyp wurden zwischen 2006 und 2010 sechs Einheiten auf der chinesischen Werft Shandong Huanghai Shipbuilding Co. in Weihai gebaut. Auftraggeber war die Intership Navigation Company. Die Schiffe kamen später zu der Reederei Austral Asia Line (AAL), wo sie die G-Klasse bilden. Zwei der Schiffe fuhren zwischenzeitlich in Charter der in Leer (Ostfriesland) ansässigen Reederei BBC Chartering, wo sie als Typ BBC-25K-240A geführt wurden, der nach einem der beiden Schiffe auch als BBC-Valparaiso-Typ bezeichnet wurde.

## Beschreibung
Die Schiffe werden von einem MAN-Dieselmotor des Typs 6S40ME-B9 mit 6.810 kW Leistung angetrieben. Der Motor wirkt auf einen Festpropeller. Für die Stromerzeugung stehen drei von Yanmar-Dieselmotoren des Typs 6N18AL-EV angetriebene Generatoren zur Verfügung. Weiterhin wurde ein von einem Deutz-Dieselmotor des Typs TBD234V8 angetriebener Notgenerator verbaut.
Die Schiffe verfügen über vier Laderäume. Die Laderäume sind mit Faltlukendeckeln verschlossen. Raum 1 ist 19,8 m lang und 18,0 m breit. Im vorderen Bereich verjüngt er sich auf rund 6 m Länge. Die Laderäume 2 und 3 sind jeweils 35,6 m lang und 23,0 m breit. Laderaum 4 ist 21,3 m lang und 23,0 m breit. Er verjüngt sich im hinteren Bereich auf 13,0 m Länge. Die Gesamtkapazität der Laderäume beträgt rund 35.705 m³. Die Laderäume 2, 3 und 4 können mit Zwischendecks in der Höhe unterteilt werden. Die Zwischendecks können in vier Positionen eingehängt werden. In den Räumen steht insgesamt eine Fläche 4.510 m² zur Verfügung, 2383 m² auf der Tankdecke und 2.127 m² auf dem Zwischendeck. An Deck steht eine Fläche von 2.694 m² zur Verfügung. Die Tankdecke der Laderäume ist verstärkt und kann mit 20 t/m² belastet werden. Die Zwischendecks können mit 3,2 t/m², die Lukendeckel mit 3,0 t/m² belastet werden. Vor dem Laderaum 1 befindet sich ein Wellenbrecher zum Schutz vor überkommendem Wasser.
Die Schiffe sind mit drei MacGregor-Kranen ausgerüstet, die sich auf der Backbordseite in etwa zwischen den Laderäumen befinden. Kran 1 kann 45 t heben, die Krane 2 und 3 können jeweils 120 t bzw. kombiniert 240 t heben. Bei der zuletzt gebauten Einheit der Serie kann Kran 1 60 t heben.
Die Schiffe sind für den Transport von Containern ausgerüstet. Die Containerkapazität beträgt 1.620 TEU. Bei homogener Beladung mit 14 t schweren Containern können 1.350 TEU geladen werden. Für Kühlcontainer stehen 100 Anschlüsse zur Verfügung.
Das Deckshaus befindet sich im hinteren Bereich der Schiffe. Hinter dem Deckshaus befindet sich auf der Backbordseite ein Freifallrettungsboot.

## Schiffe
| Huanghai MPC 25   | Huanghai MPC 25 | Huanghai MPC 25 | Huanghai MPC 25                                     | Huanghai MPC 25 |
| Bauname           | Bau- nummer     | IMO- Nummer     | Kiellegung Stapellauf Ablieferung                   | Spätere Namen und Verbleib |
| ----------------- | --------------- | --------------- | --------------------------------------------------- | --- |
| Pacific Advance   | HCY-57          | 9393541         | 31. Juli 2008 2. März 2009 19. August 2009          | 2009: Opal Advance, AAL Gladstone |
| Pacific Adventure | HCY-56          | 9393539         | 21. Januar 2008 3. September 2008 10. April 2009    | 2009: Opal Amber, 2012: HAL Ambassador, 2013: Pacific Adventure, 2015: AAL Galveston, 2016: Seaboard Valparaiso, 2019: BBC Valparaiso, 2022: AAL Geelong |
| Pacific Alliance  | HCY-58          | 9393553         | 30. Dezember 2008 22. August 2009 8. Januar 2010    | 2010: Seaboard Pacific, 2018: AAL Genoa |
| Pacific Action    | HCY-59          | 9393565         | 30. Dezember 2008 21. Oktober 2009 14. April 2010   | 2010: Seaboard Chile , 2016: Pacific Action, 2021: AAL Gibraltar                                                                                         |
| Seaboard Peru     | HCY-60          | 9393577         | 30. Dezember 2008 21. Dezember 2009 10. Juni 2010   | 2020: Pacific Alert, 2021: AAL Galveston |
| Seaboard America  | HCY-61          | 9393589         | 30. Dezember 2008 16. April 2010 15. September 2010 | 2020: BBC America, 2022: AAL Gunsan |

Die Schiffe werden unter der Flagge Zyperns betrieben.